# McArthur Peak
El McArthur Peak és una muntanya de 4.344 metres de les Muntanyes Saint Elias, que es troba al territori del Yukon (Canadà). La primera ascensió va tenir lloc el 1961 des de la Glacera Hubbard via l'aresta nord.